# 中国人民解放军北部战区空军医院
中国人民解放军北部战区空军医院，位于辽宁省沈阳市大东区小河沿路46号，隶属中国人民解放军北部战区空军，为三级甲等医院。

## 简介
1951年9月，依照中央军委命令，在原四平第一医院的基础上组建中国人民解放军空军四平地勤医院，编制床位150张，首任院长亓永光、首任政委舒济民。医院和主要机关由东北空军后勤部派员进驻。东北空军在原四平地勤医院技术骨干基础上，将原中国人民解放军第十一军两所野战医院和原川东军区卫生学校部分人员编入空军第二十三医院。1952年11月，全院120多人在院长亓永光、政委时烽的率领下，自辽西省四平市迁至沈阳市大东区小河沿路46号现址，当时番号是中国人民解放军空军第二十三医院。1953年8月24日，空军第二十三医院在礼堂（即如今的7号楼）举行开院典礼，开院时编制床位200张。1954年8月，总参谋部将医院番号改为中国人民解放军第四六三医院。1959年1月，中国人民解放军沈阳军区空军正式决定第四六三医院为空军东北中心医院。1959年6月16日，总参谋部命令将医院番号改为中国人民解放军空军沈阳医院。
1966年10月，奉空军和沈阳军区空军首长命令，以空军沈阳医院为基础组成野战医院，配属高炮一师，到越南参加援越抗美一年，回国时获得师和前指的表扬为“开得动，展得开，救得上”的野战医院。1967年12月，按后勤首长指示，由空军沈阳医院在空军鞍山场站组建工地医院。1976年唐山大地震发生后，空军沈阳医院于1976年8月2日抽组30人到唐山地震灾区，由该医院组建的铁路运输队共运输4000多名伤员，其中空中运输700名，运输任务结束后，医院接收地震伤员400多人，空军沈阳医院运输医疗队立集体三等功。
1983年2月16日，医院发生“二王”事件，王宗坊、王宗玮兄弟持枪來到该医院服务社行窃，被医院院务处助理员吴永春、卢文成等人当场抓获，随后王宗玮开枪打死医院政治处副主任周化民、教导员刘福山、值班医生孙维金、战士毕继兵四人（后被沈阳军区空军批准为革命烈士），医院人员吴永春、卢文成在与王宗玮搏斗时负重伤（后分别立二等功和三等功）。
1985年，在两山轮战中派出医务人员到法卡山、老山参加战场医疗卫生工作。1985年下半年，医院正式对地方开放。1986年4月，全军耳鼻喉专科中心通过中国人民解放军总后勤部卫生部检查验收，在该医院正式对外挂牌。1994年10月，医院番号重新改为中国人民解放军第四六三医院。1997年初，医院被中国人民解放军总后勤部卫生部批准为三级甲等医院。1999年实行联勤体制后，医院作为军区空军唯一一所中心医院保留。2003年4月，医院派出人员到北京小汤山支援抗击“非典”。2004年，神经外科升为全军精神病外科治疗中心。2004年5月28日，医院正式从沈阳军区空军转隶沈阳军区联勤部，由沈阳军区总医院领导，定编221人，编制床位230张。2006年，经与辽宁省红十字会协商，报请沈阳军区联勤部同意，医院被授予“辽宁省红十字救援医院”。2006年5月9日，根据中国人民解放军总后勤部后司字〔2006〕371号通知，组建中国人民解放军第四六三医院野战医疗队（副团级）。2008年5月17日，医院抽组64人到四川参加汶川大地震抗震救灾工作，与沈阳军区总医院、中国人民解放军第二〇二医院组建为北川、绵竹两所野战医院，在两个多月时间里参与救治4万名伤病员。
2014年初，沈阳军区联勤部发出《关于开展军区医疗机构层级帮建的通知》，确定第四六三医院对口帮建中国人民解放军第二〇九医院，为期3年。2016年9月4日，第四六三医院按照中央军委命令转隶中国人民解放军北部战区空军。

## 历任领导
| 院长 - 亓永光（1951年9月—1953年4月） - 黄文锦（1953年4月—1958年3月） - 张鹤年（1958年4月—1965年3月） - 齐陆湘（1965年3月—1971年4月） - 李茂（1971年4月—1977年7月） - 张保震（1977年7月—1980年11月） - 于少才（1980年11月—1985年1月） - 贺威庆（1985年1月—1990年9月） - 张家兴（1990年9月—1994年9月） - 魏克全（1994年9月—1998年7月） - 孟威宏（1998年7月—2007年5月） - 周景春（2007年5月—2010年5月） - 康万军（2011年5月—2015年9月） - 罗夫（2015年9月—） | 政治委员 - 舒济民（1951年9月—1952年1月） - 周克清（1952年1月—6月） - 时烽（1952年6月—1954年5月） - 寇玉亭（1954年6月—1956年6月） - 何均衷（1956年6月—1958年5月） - 刘作祯（1958年5月—1961年8月） - 贾斌荣（1961年8月—1969年11月） - 高凤翔（1970年1月—1971年5月） - 薛广章（1971年5月—1974年3月） - 贾斌荣（1974年4月—1980年11月） - 车起驭（1980年11月—1989年4月） - 李向清（1989年4月—1991年7月） - 李建忠（1991年7月—1994年2月） - 肖宗福（1994年2月—1997年6月） - 刘卫东（1997年6月—2000年2月） - 初立群（2000年2月—2001年3月） - 冯晓明（2001年3月—2003年7月） - 车广宁（2003年7月—2009年11月） - 张守春（2010年4月—2013年12月） - 姜勇（2013年12月—） |